# HD 154895
HD 154895，又名BD-00 3230，SAO 141528、HR 6367，是一颗恒星，视星等为6.06，位于銀經19.49，銀緯22.26，其B1900.0坐标为赤經17h 3m 4s，赤緯-0° 22.26′ 51″。